# Exèrcit Simbiòtic d'Alliberament
L'Exèrcit Simbiòtic d'Alliberament (ESA) (en anglès, Symbionese Liberation Army, SLA) fou una petita guerrilla creada a Califòrnia als voltants de 1973. Es definien com una superestructura organitzada amb combatents a totes les parts dels Estats Units, encara que en el fons eren només una dotzena d'estudiants de la Universitat de San Francisco. La seva ideologia propugnava el marxisme-leninisme, i eren conegudament ultra-ortodoxos.
El seu símbol era una cobra de 7 caps (que representaria Déu i la vida), usaven metralladores, fusells AK-47 i normalment bales amb cap de cianur. Les seves idees agrupaven el sexe lliure i la revolució socialista del món des dels fonaments de la societat, començant pel Tercer Món. Era un grup aïllat de la societat, pel que va ser fàcil per la FBI investigar-lo i desestructurar-lo. Una d'aquestes operacions (16 de Maig, Compton, Califòrnia) es va convertir en una massacre, fet que provocà la protesta de l'esquerra més radical i dels sectors esquerrans universitaris.
Les accions de la SLA es basaven en atemptats contra la policia de Califòrnia i atracaments. Entre les més importants, cal destacar l'atracament del Banc Hibernia i l'assassinat de Markus Foster (Director de l'Escolania d'Oakland). La seva caiguda es veié forçada just després del moment de clímax de l'organització, el 1974.
Es podria considerar un dels grups armats més irrellevants i pintorescos del segle xx.

## Membres coneguts

### Membres inicials
- Russell Little (amb pseudònim Osi), arrestat per disparar a Marcus Foster. Estava en custòdia durant el temps en què Patty formava part de les files de la SLA. Va ser sentenciat a presó l'Abril del 1975, però el 1981 en va sortir. Viu ara a Hawaii.
- Joseph Remiro (Bo), arrestat juntament amb Russell Little. Va ser sentenciat a la presó també a l'Abril del 1975, i encara compleix condemna.
- Donald DeFreeze (General Marshal Cinque Mtume)
- Angela Atwood (General Gelina)
- Patricia Soltysik, aka Mizmoon Soltysik (Zoya)
- Camilla Hall (Gabi), parella de Soltysik.

- William (Willie) Wolfe (Cujo)
- Nancy Ling Perry (Fahizah)
- Emily Harris (Yolanda)

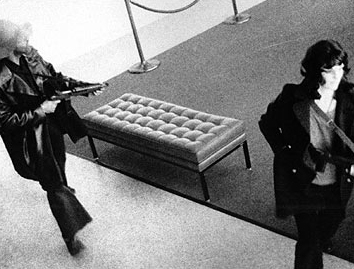
Patty Hearst (dreta) i un aliat dins el Banc Hibernia, on hi robaren l'Abril de 1974.

- William Harris (General Teko), marit d'Emily, i eventual líder de la l'ESA.

### Membres addherits posteriorment (després de l'entrada de Patty)
- Patty Hearst (Tania)
- Wendy Yoshimura, membre fundador de l'Armada Revolucionària amb Willie Brandt
- Kathleen Soliah, (també coneguda com a Sara Jane Olson)
- Jim Kilgore, xicot de Kathleen Soliah
- Steven Soliah, germà de Kathleen Soliah
- Michael Bortin